# Friedhofkirche Mater Dolorosa (Eschenbach in der Oberpfalz)

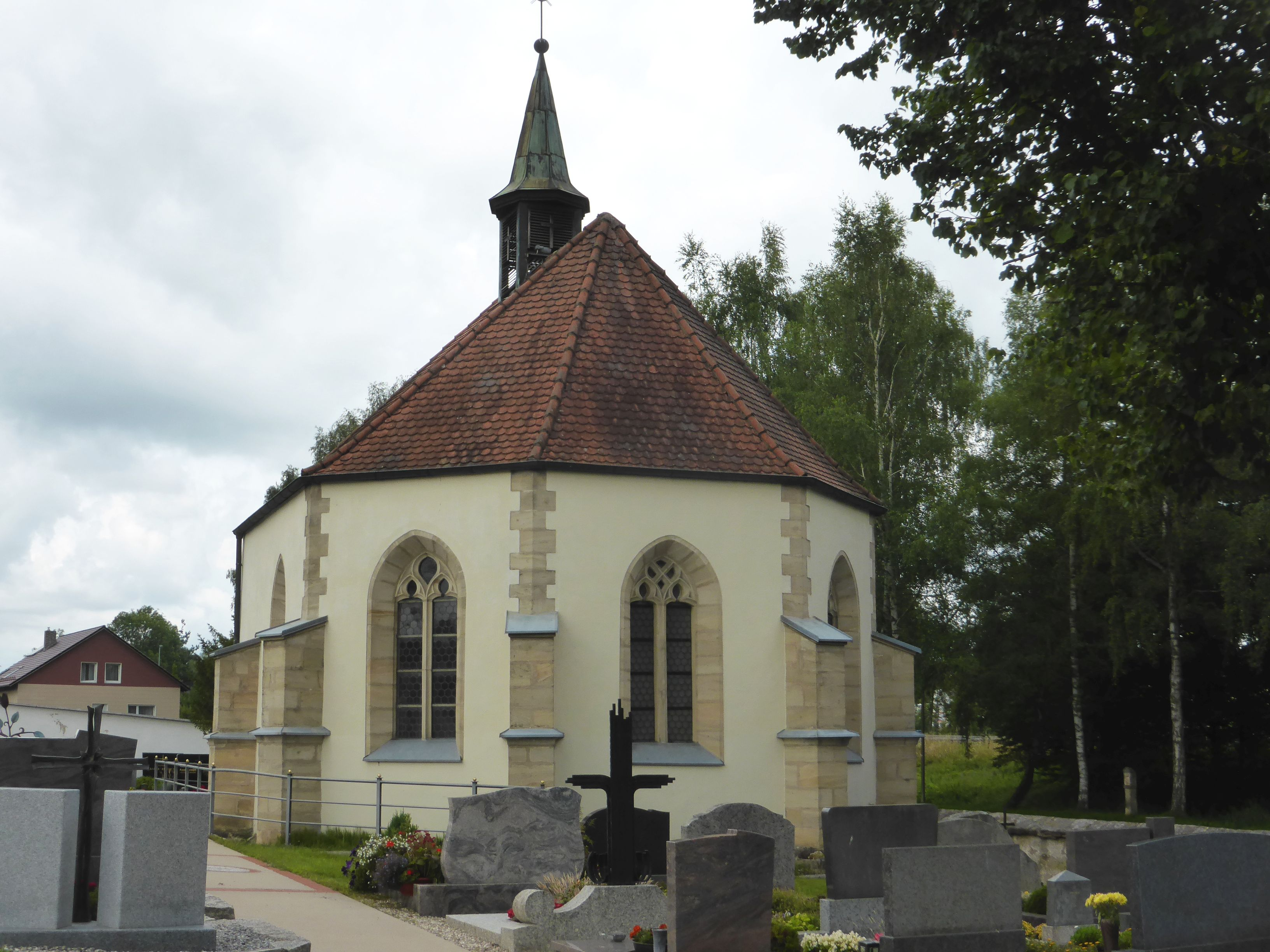
Friedhofkirche Mater Dolorosa (Eschenbach in der Oberpfalz)

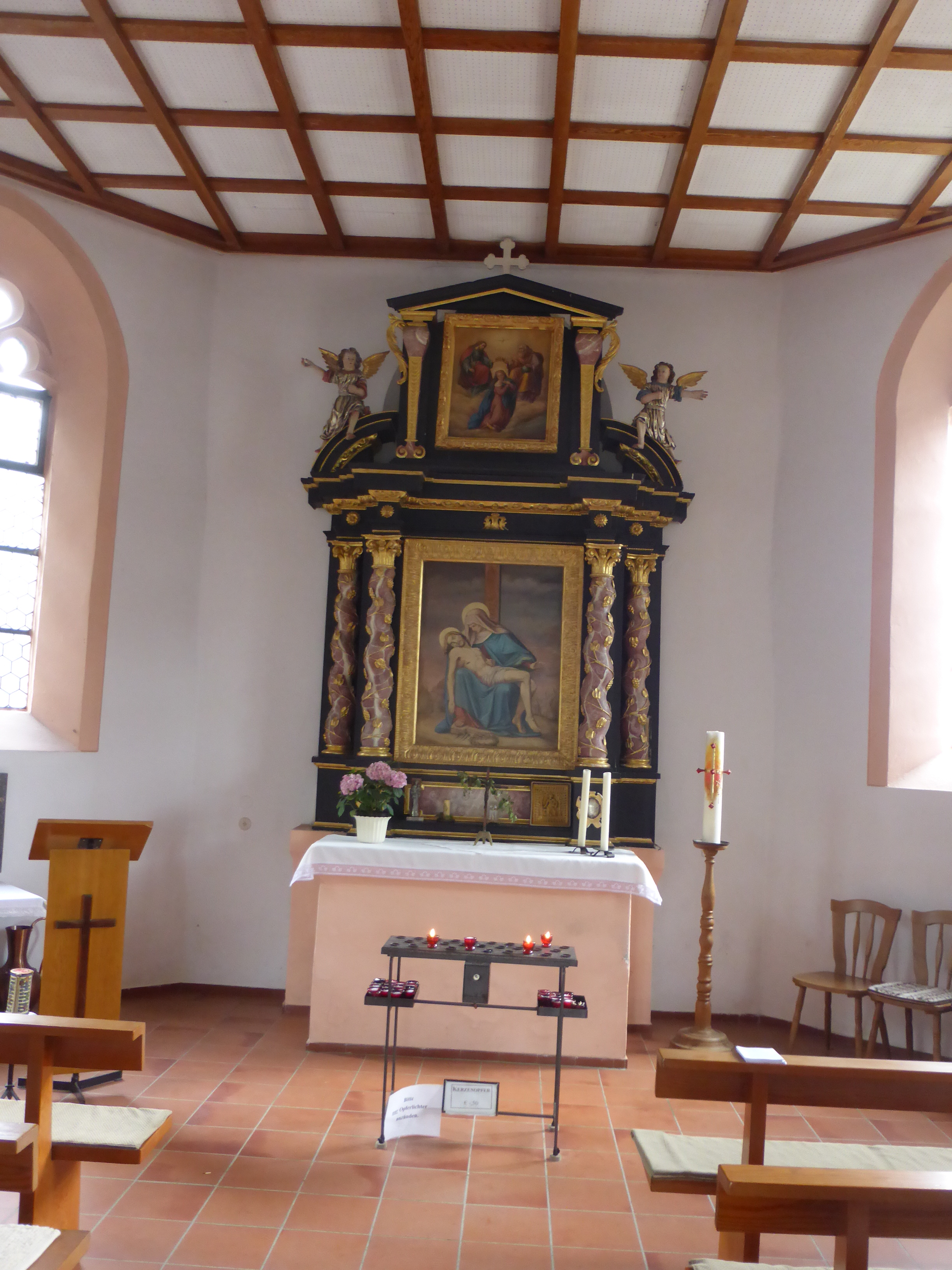
Altar der Friedhofskirche von Eschenbach

Die denkmalgeschützte Friedhofkirche Mater Dolorosa ist eine katholische Kirche in Eschenbach in der Oberpfalz.

## Geschichte
Ende des 16. Jahrhunderts wurde der Friedhof von dem Kirchhof von St. Laurentius an den jetzigen Platz verlegt; damals begann man auch, eine Friedhofskirche zu bauen. Vollendet wurde der Bau erst 1627 nach der Rekatholisierung der Oberpfalz. Ursprünglich war die Kirche Johannes dem Täufer geweiht, wurde aber zu nicht bekannter Zeit der schmerzhalten Mutter Gottes geweiht.

## Baubeschreibung
Die Kirche ist ein Zentralbau mit Walmdach und dreiseitigem Abschluss, 1928/29 wurde ein Dachreiter mit eingebauter Glocke aufgesetzt. Erbaut wurde die Kirche in spätgotischem Stil mit verkümmertem Maßwerk der Fenster und mit Strebepfeilern. 1812 war die Kirche so baufällig, dass im Zusammenhang mit der Säkularisation der Abriss der Kirche angeordnet wurde. Pfarrer Wittmann rettete den Bau, indem er 1828 den Chorbogen abmauern ließ.

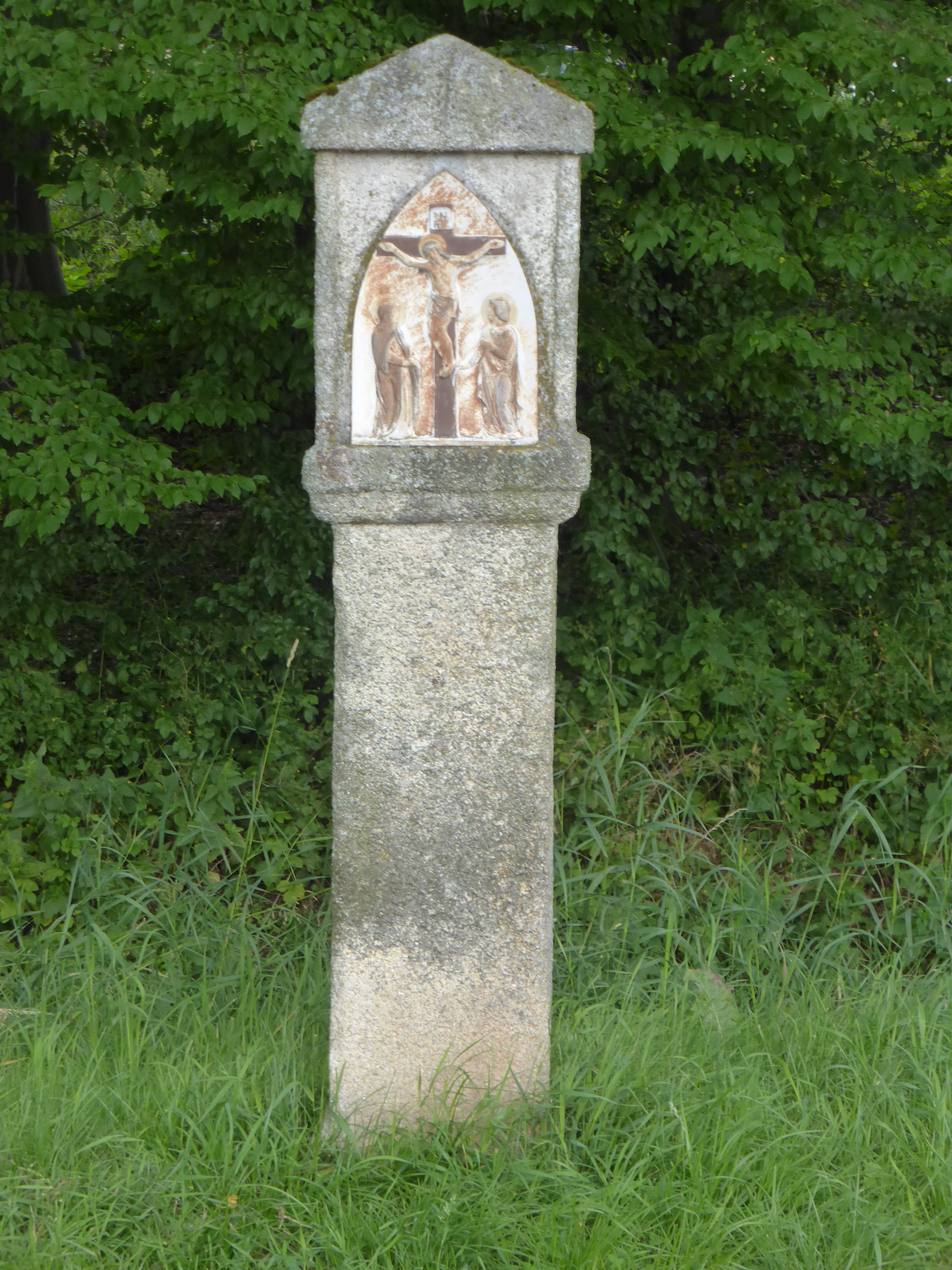
Kreuzweg am Friedhofsweg von Eschenbach

## Ausstattung
Das Altarbild mit der schmerzhaften Mutter Gottes ist vermutlich um 1800 entstanden und wurde 1851 neu gefasst. In der Kirche erinnern zwei Tafeln an die Gefallenen des Zweiten Weltkrieges. 1962 wurden die Epitaphien des Burghüters Hans Brandners und seiner Frau aus der Mitte des 16. Jahrhunderts in die Kirche verlegt. Weitere Grabsteine beziehen sich auf Dietrich Kraus, Landschreiber zu Eschenbach, und Haans Stern. An der Außenseite der Kirche befindet sich ein Gedenkstein für den Apotheker Thomas Schedl († 1860) und seine Frau Anna († 1886), beide Wohltäter der Stadtpfarrkirche und der Armen von Eschenbach. Außerhalb der Kirche ist auf der Friedhofsmauer ein  mittelalterliches Sandsteinkreuz eingemauert.
Der Kreuzweg entlang des zur Kirche führenden Friedhofweges besteht aus 14 Eisentafeln in spitzbogigen Bildfeldern auf Granitsockeln. Er wurde 1841 von Karl Scherm gestiftet und 1849 aufgestellt.